# 諏訪村 (新潟県)
諏訪村（すわむら）は、かつて新潟県中頸城郡にあった村。

## 沿革
- 1889年（明治22年）4月1日 - 町村制の施行により、中頸城郡上真砂村、福橋村、上千原村、東中島村、川端村、飯塚村、下真砂村、中真砂村、横曽根村、横曽根古新田、南新保村、北新保村、杉野袋村、高森村、荻野村、下堀之内村、東原村、北田中村、鶴町村及び米岡村の区域をもって、中頸城郡諏訪村が発足する。
- 1954年（昭和29年）6月1日 - 大字飯塚、中真砂、下真砂、福橋、川端、東中島、上千原及び横曽根の区域を中頸城郡直江津町に編入する。同日、中頸城郡直江津町は市制施行して、直江津市となる。
- 1955年（昭和30年）2月1日 - 高田市に編入する。